# Myriam Goudet
Myriam Goudet (ur. 29 lipca 1988 r. w Dijon) – francuska wioślarka.

## Osiągnięcia
- Mistrzostwa Świata Juniorów – Brandenburg 2005 – czwórka bez sternika – 10. miejsce[1].
- Mistrzostwa Świata Juniorów – Amsterdam 2006 – ósemka – 5. miejsce[1].
- Mistrzostwa Świata U-23 – Glasgow 2007 – czwórka podwójna – 7. miejsce[1].
- Mistrzostwa Świata U-23 – Račice 2009 – czwórka bez sternika – 4. miejsce[1].
- Mistrzostwa Europy – Brześć 2009 – ósemka – 6. miejsce[1].